# Alangium platanifolium
Alangium platanifolium är en kornellväxtart som först beskrevs av Philipp Franz von Siebold och Zucc., och fick sitt nu gällande namn av Hermann August Theodor Harms. Alangium platanifolium ingår i släktet Alangium och familjen kornellväxter. Utöver nominatformen finns också underarten A. p. trilobum.

## Bildgalleri

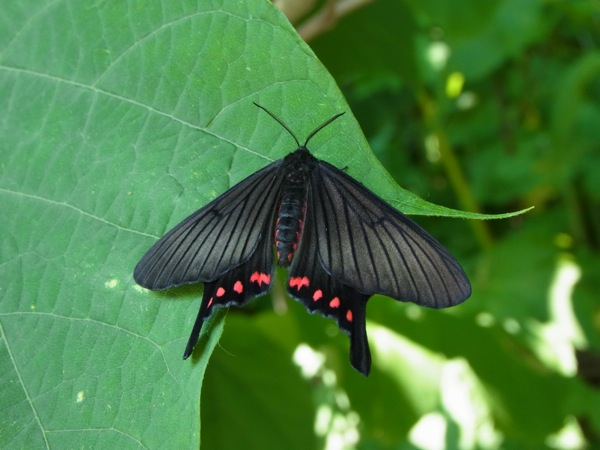
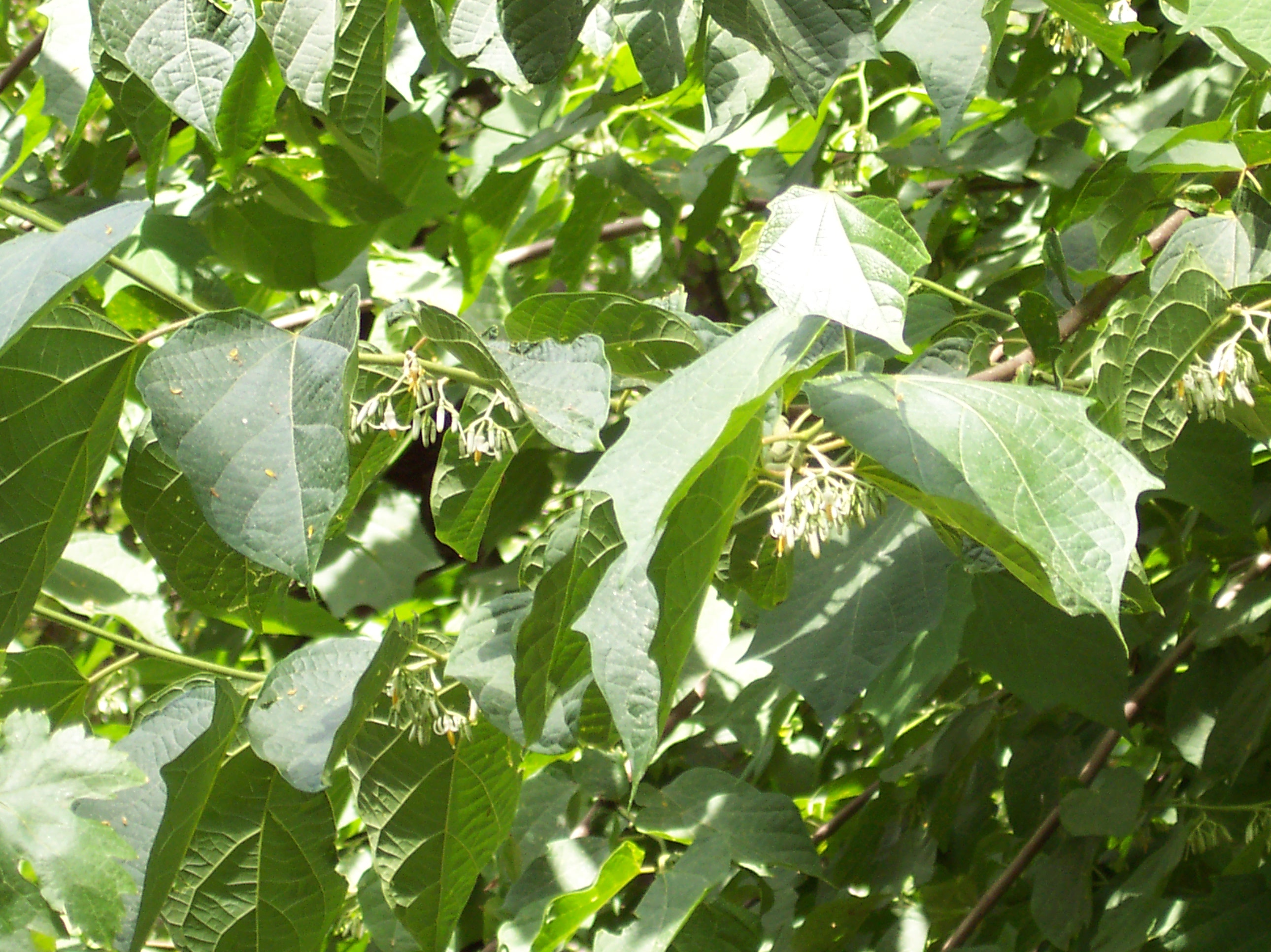